# 大歇镇
大歇镇，是中华人民共和国重庆市石柱土家族自治县下辖的一个乡镇级行政单位。

## 行政区划
大歇镇下辖以下地区：
大歇村、双坝村、高杨村、双会村、干柏村、龙王村、方斗村、黄山村、龙泉村和流水村。